# Calbert Cheaney
Calbert Nathaniel Cheaney (Evansville, Indiana, 17 de julio de 1971) es un exjugador de baloncesto estadounidense que jugó durante 13 temporadas en la NBA. Con 1,96 metros de estatura, jugaba en la posición de escolta.

## Trayectoria deportiva

### Universidad
Jugó durante 4 años con los Hoosiers de la Universidad de Indiana, entrenados por Bobby Knight, con los que llegó en 1992 a disputar la Final Four de la NCAA, perdiendo ante Duke. En su último año como universitario consiguió los 12 premios que habitualmente se conceden en Estados Unidos al mejor jugador universitario de la temporada, entre ellos el de Universitario del Año, Premio Adolph Rupp, Premio John R. Wooden o el Oscar Robertson Trophy. En el total de sus cuatro años promedió 19,8 puntos y 5,4 rebotes por partido.

### Profesional
Fue elegido en el sexto puesto del Draft de la NBA de 1993 por Washington Bullets, donde jugó durante 6 temporadas, las dos últimas ya con la denominación de Washington Wizards, rindiendo en todas ellas a un buen nivel, sobrepasando los 10 puntos por partido en todas ellas. 
En la temporada 1999-00 ficha por Boston Celtics, donde solo permanece un año, pasando posteriormente por Denver Nuggets, Utah Jazz y Golden State Warriors, aunque nunca volvió a rendir como en sus primeros años. 
En 13 temporadas como profesional promedió 9,5 puntos y 3,2 rebotes por partido.